# Svatojiřská stuha

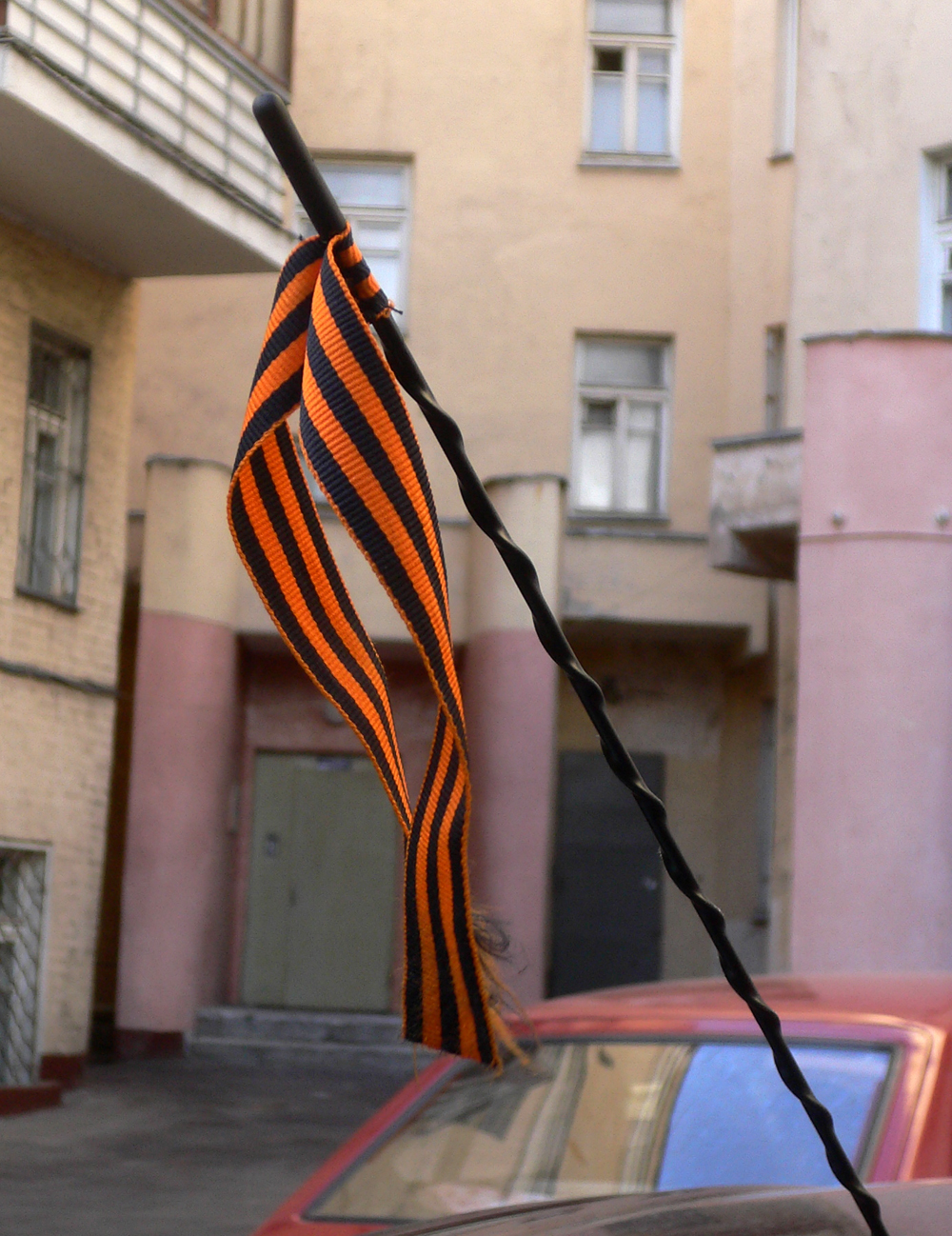
Georgijevská stužka na automobilové anténě

Svatojiřská stuha, stuha svatého Jiří nebo georgijevská stuha (rusky георгиевская лента, георгиевская ленточка, ironicky: mandelinková stuha) je oranžová stuha s třemi černými pruhy, tradiční ruský symbol vojenské statečnosti, symbol ruských válečných veteránů, vítězství vojsk Rudé armády ve Velké vlastenecké válce (druhé světové válce) slavené na Den vítězství a vyjádření podpory Ruska ve válce na Ukrajině. Původně byla stuha součástí Řádu svatého Jiří zavedeného v 18. století.
Užívání stužky se v širším měřítku rozšířilo po roce 2014 v souvislosti s děním na Ukrajině, které začalo vypuknutím Euromajdanu a vyvrcholilo ruskou invazí v roce 2022. V některých zemích je stužka částí obyvatelstva vnímána velmi negativně či dokonce úředně zakázána (Ukrajina, Moldavsko, všechny tři baltské státy), pro konotace se sovětským dědictvím, ruským militarismem a jeho expanzivní politikou.

## Vojenské vyznamenání

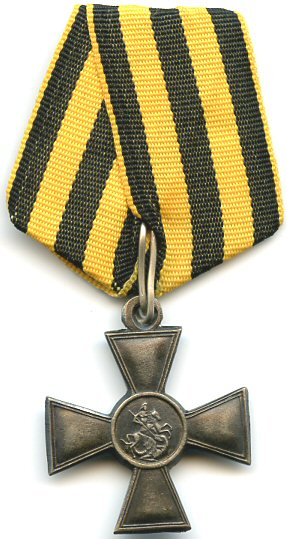
Řád svatého Jiří (Ruské impérium)

Původně se zlato-černá, poté i oranžovo-černá stuha objevila na Řádu svatého Jiří, nejvyšším vyznamenání Ruského impéria, udělovaném od roku 1769.
Veškeré carské vojenské tradice Bílých byly opuštěny po vítězství revoluční Rudé armády (1922). Sovětský svaz však postupně některé z nich obnovoval, jako právě i oranžo-černou stuhu, ovšem bez samotného řádu. Nově byla použita jako součást označení jednotek vyznamenaných titulem „gardová“, rovněž byla součástí dvou nových vyznamenání: Řádu slávy a medaile Za vítězství nad Německem. Sovětské označení znělo gardová stuha a používala se později jako připomínka Velké vlastenecké války a jejích bojovníků. 
Po zániku Sovětského svazu (1991) se obnovilo používání označení svatojiřská či georgijevská stuha (георгиевская лента). Samotný Řád svatého Jiří byl také obnoven, poprvé byl udílen až roku 2008.

## Symbolické veřejné užití v Rusku

### Vítězství nad nacismem

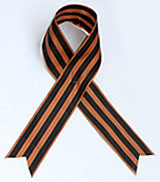
Svatojiřská stužka k nošení na oděvu

Malá svatojiřská stužka (zdrobnělina: ленточка) se nosí jako symbol památky vítězství nad nacismem ve druhé světové válce. Poprvé se tak stalo 9. května 2005 u příležitosti 60. výročí Dne vítězství, kdy tisková agentura RIA Novosti a občanské sdružení Studentská obec uspořádaly celospolečenskou propagační akci Georgijevská stužka. Stužka se od té doby stala v Rusku a příbuzných zemích[kde?] neoddělitelnou součástí oslav Dne vítězství. Počet stužek objednaných před Dnem vítězství se pohybuje v milionech kusů.

### Politický význam za vlády Vladimira Putina

Proválečný symbol s heslem Své neopouštíme

Státem propagovaná stužka se postupně stala symbolem podpory prezidentovi Vladimiru Putinovi a jeho politice (putinismus). Bylo to např. za povolebních protestů v Rusku v letech 2011–2013, kdy protestující nosili bílé stužky a jejich provládní odpůrci svatojiřskou stužku. 
Na jaře 2014 se svatojiřská stužka pro svůj proruský význam stala symbolem antimajdanu, proruské opozice proti hnutí Euromajdan na východě a jihu Ukrajiny. Kvůli tomu, že separatisté na Ukrajině stužku nosí jakožto symbol sounáležitosti s Ruskem během války na východní Ukrajině, zakázala Ukrajina v červnu 2017 její výrobu, nošení a propagaci pod pokutou 2500 hřiven (tehdy asi 2200 Kč) nebo 15 dní vězení. Kvůli podobnosti s pruhy mandelinky bramborové dostali její nositelé od Ukrajinců přezdívku kolorady (mandelinky).
Od roku 2022 se svatojiřská stužka spolu s písmenem Z staly předními symboly podpory speciální vojenské operace, jak se v Rusku oficiálně označuje ruská invaze na Ukrajinu.

### Trestnost hanobení stužky
V prosinci 2022 byl v Rusku vydán zákon, podle kterého bude napříště trestné veřejné hanobení svatojiřské stužky, neboť jde o symbol „ruské vojenské slávy a vítězství sovětského lidu" ve druhé světové válce. Pachatel bude potrestán pokutou ve výši až tří milionů rublů nebo až tříletým vězením. V případě hanobení stužky na internetu, anebo pokud se hanobení dopustí skupina osob po předchozím spiknutí, může pachatelům hrozit až pětimilionová pokuta a až pětileté odnětí svobody.

## Galerie

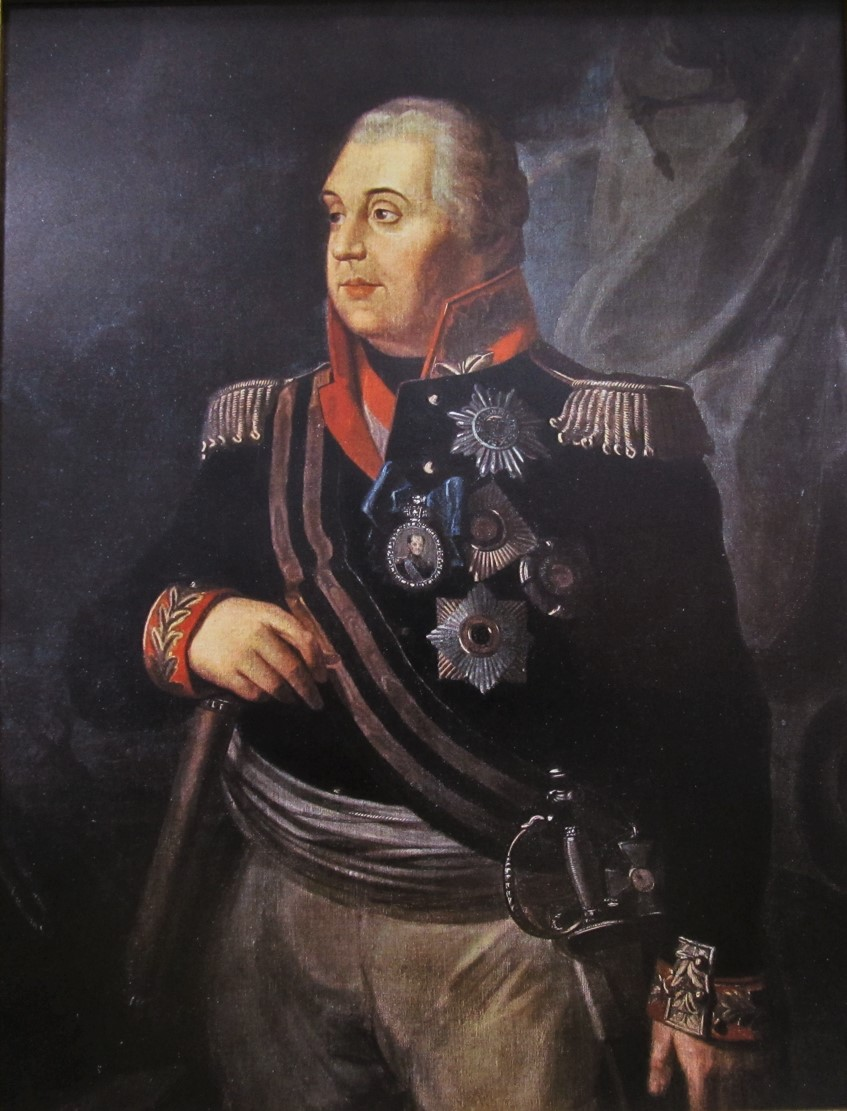
maršál Michail Kutuzov se svatojiřskou velkostuhou, insignií Řádu svatého Jiří I. třídy (Ruské impérium)
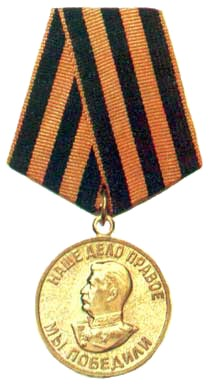
medaile Za vítězství nad Německem (SSSR)
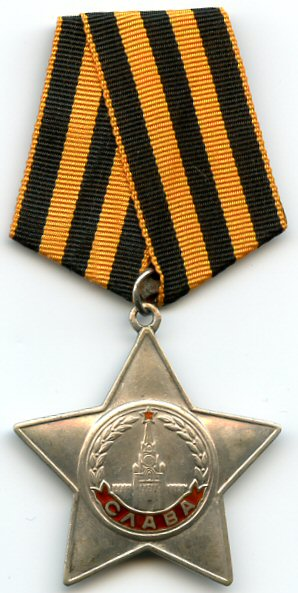
Řád slávy (SSSR)
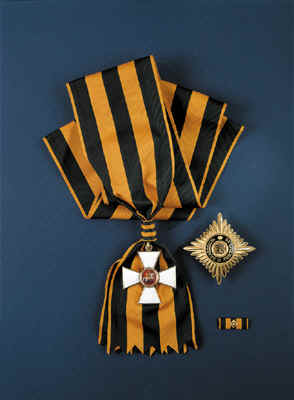
Řád svatého Jiří (Ruská federace)

### Symbolické užití

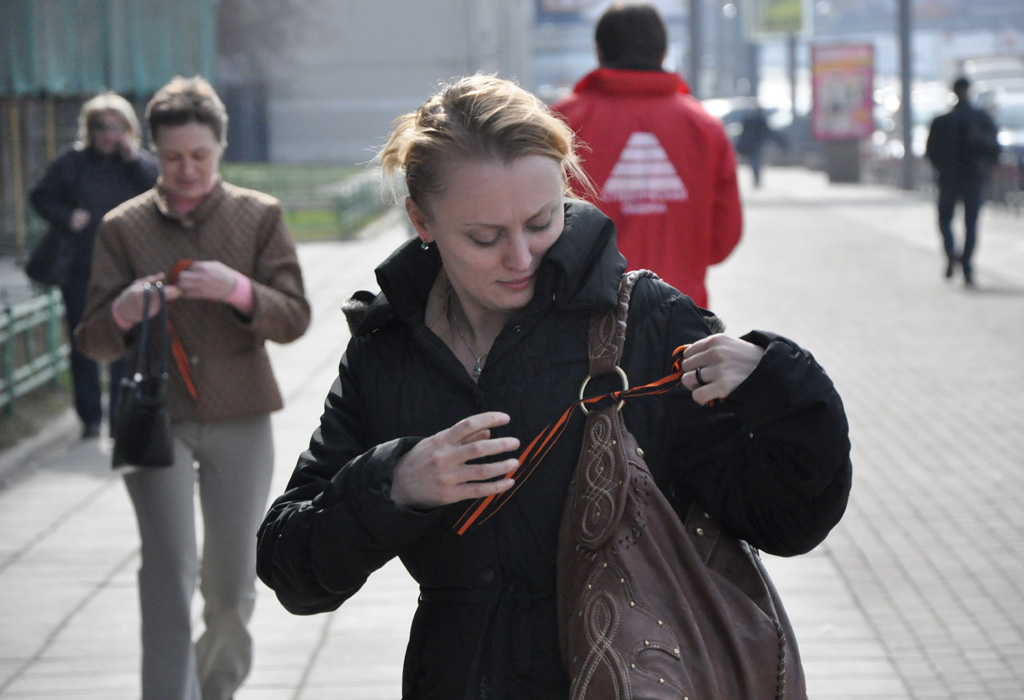
Žena si váže stužku na Den vítězství v Moskvě (2008)
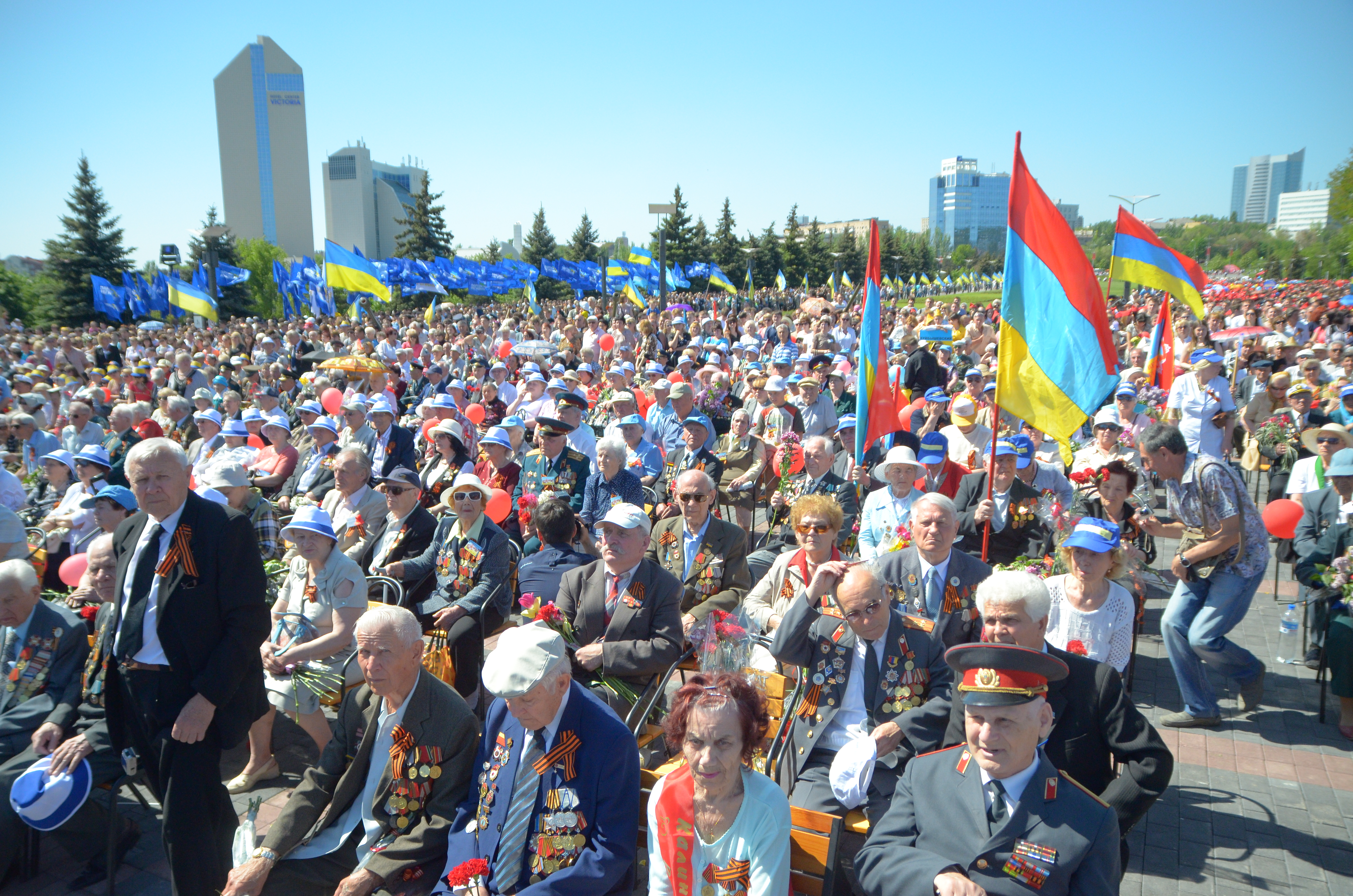
Den vítězství v ukrajinském Doněcku a veteráni s georgijevskými stuhami (9. května 2013)
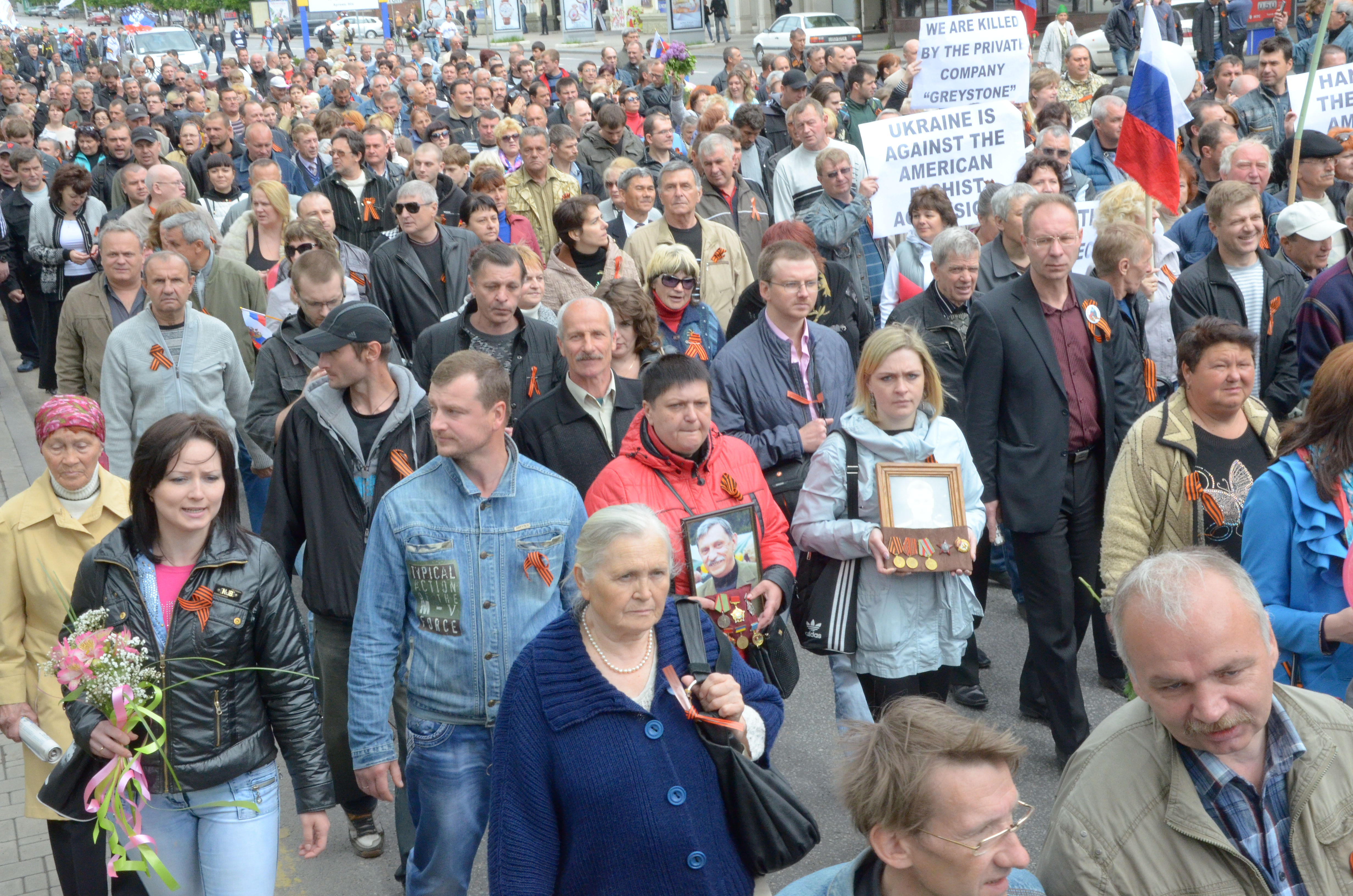
Obyvatelé Doněcku se svatojiřskými stuhami (květen 2014)